# Ahn Jee-min
Dit is een Koreaanse naam; de familienaam is Ahn.
Ahn Jee-Min (Koreaans: 안 지민) (Seoul, 29 april 1992) is een schaatsster uit Zuid-Korea. Ze vertegenwoordigde haar vaderland op de Olympische Winterspelen 2010 in Vancouver.
Op de wereldkampioenschappen voor junioren in 2009 in het Poolse Zakopane won Ahn de zilveren medaille op de 500 meter.

## Resultaten

### Olympische Winterspelen
| Jaar | Plaats    | Resultaten |
| ---- | --------- | ---------- |
| 2010 | Vancouver | 31e 500 m  |

### Wereldkampioenschappen
| Jaar | Plaats | Resultaten |
| ---- | ------ | ---------- |
| 2009 | Moskou | 22e Sprint |

### Wereldbeker
Eindklasseringen
| Seizoen   | 500 m | 1000 m |
| --------- | ----- | ------ |
| 2009/2010 | 41e   | -      |
| 2013/2014 | -     | 53e    |

### Aziatische kampioenschappen
| Jaar | 500 m | 1000 m |
| ---- | ----- | ------ |
| 2009 | Brons | Brons  |
| 2010 | 5e    | 7e     |
| 2012 | 5e    | -      |
| 2013 | 5e    | 4e     |

### Zuid-Koreaanse kampioenschappen
| Jaar | 500 m | 1000 m | 1500 m |
| ---- | ----- | ------ | ------ |
| 2007 | 6e    | 4e     | 13e    |

## Persoonlijke records
| Afstand    | Tijd    | Datum            | Baan           |
| ---------- | ------- | ---------------- | -------------- |
| 500 meter  | 38,64   | 12 december 2009 | Salt Lake City |
| 1000 meter | 1.16,95 | 17 november 2013 | Salt Lake City |
| 1500 meter | 2.04,59 | 12 maart 2010    | Moskou         |
| 3000 meter | 4.34,24 | 30 januari 2009  | Seoul          |
| 5000 meter | 8.05,05 | 21 december 2007 | Seoul          |